# Kickline

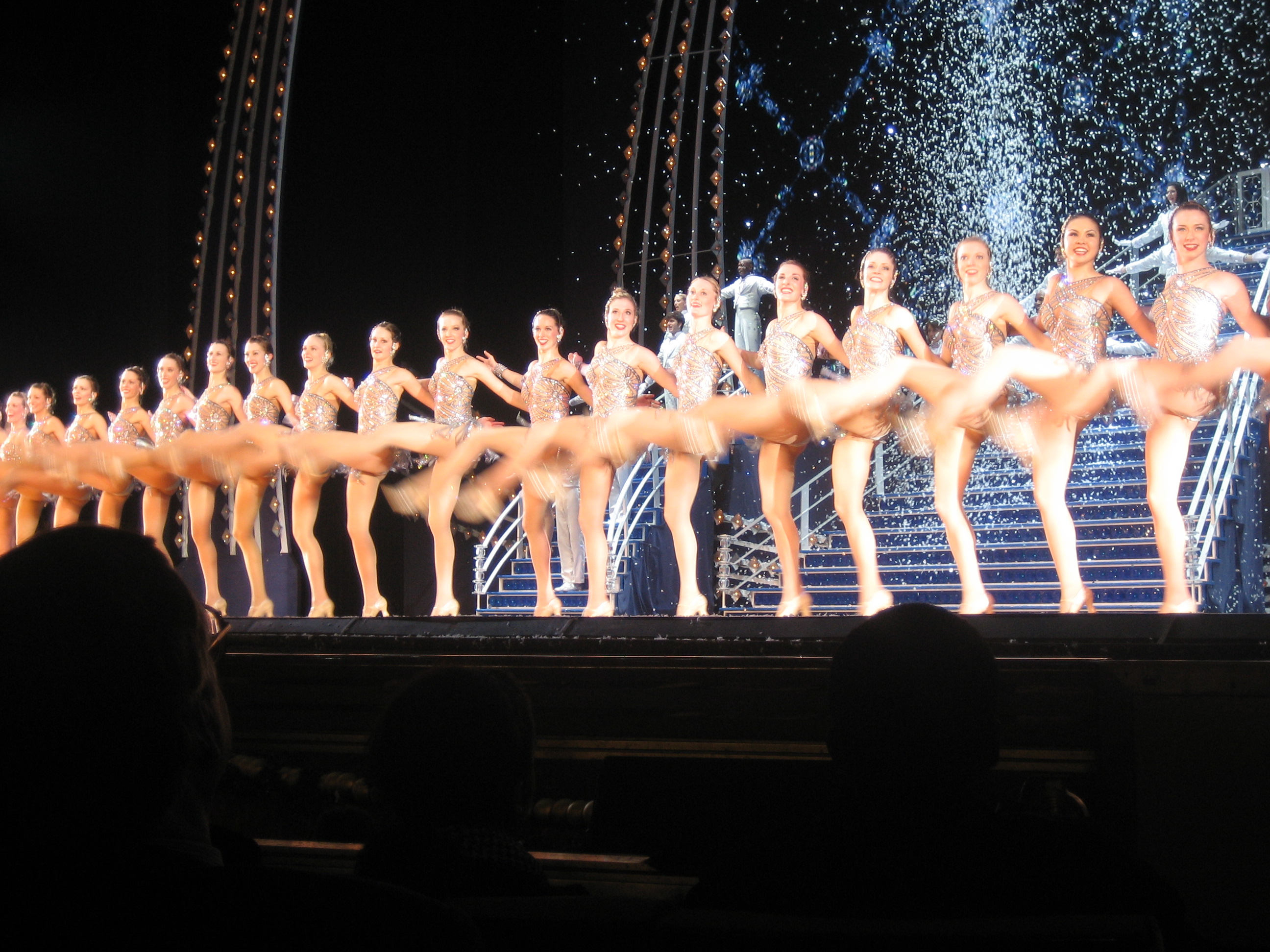
The Rockettes (2008)

Ein Kickline ist eine Schautanz- oder Gardetanzformation, die aus einer Reihe von Tänzerinnen besteht, die ihre Beine synchronisiert bis auf Augenhöhe in die Luft werfen und dabei eine gerade Linie bilden. Die Schwierigkeit besteht hierbei nicht nur im koordinierten Heben des Beines, so dass ein gleichmäßiger Eindruck entsteht, sondern dieses dann auch schnell genug wieder zu senken, um in schneller Abfolge Stand- und Wurfbein zu wechseln.
Bekannte Kicklines bilden das Ensemble des Friedrichstadt-Palasts oder die New Yorker Showtanzgruppe The Rockettes. Kicklines werden ebenfalls beim Cheerleading vorgeführt. Auch bei Lucky Luke findet man die Figur bei den Saloon-Tänzerinnen.